# Rumpód
Rumpód (németül Rumpersdorf, horvátul Rupišće) Bándol településrésze Ausztriában Burgenland tartományban a Felsőőri járásban.

## Fekvése
Felsőőrtől 13 km-re északkeletre a Rumpód-patak partján fekszik.

## Története
A falu ősi település, egyesek szerint azonos a 860-ban említett "Kumpelsdorf"fal. Neve személynévi eredetű, a német Rumpold névből származik aki első birtokosa lehetett. A vörösvári uradalomhoz tartozott. A Németújváriak, majd a 16. századtól az Erdődyek birtoka. 1532-ben a török ezt is elpusztította, utána horvátokat és Fiume környéki olaszokat telepítettek ide. 1563-ban még kápolna állt itt, melyet 1693-ban bővítettek, majd 1772-ben átépítettek és toronnyal bővítettek. A templomot Szent Péter és Pál apostolok tiszteletére szentelték fel, Bándol filiája.
Vályi András szerint " RUMPOD. Rumperdorf. Horvát falu Vas Várm. földes Ura Gr. Erdődy Uraság, lakosai katolikusok, fekszik Bándolyhoz nem meszsze, és annak filiája, földgye sovány, vagyonnyai kevesek."
Fényes Elek szerint " Rumpód, Rumpelsdorf, horvát falu, Vas vgyében, a vörösvári uradalomban, 180 kath. lak."
Vas vármegye monográfiája szerint " Rumpód, 34 házzal és 243 r. kath. vallású, horvát és németajkú lakossal bír. Postája Bándoly, távírója Rohoncz. Kath. temploma e század elején épűlt. A községben államilag segélyezett iskola van."
1910-ben 241, többségben horvát lakosa volt, jelentős német és cigány kisebbséggel. A trianoni békeszerződésig Vas vármegye Kőszegi járásához tartozott. 1921-ben Ausztria Burgenland tartományához csatolták. 1971-ben közigazgatásilag Bándol része lett. Ma a községnek mintegy 100 lakosa van.

## Nevezetességei
Szent Péter és Pál apostolok tiszteletére szentelt római katolikus temploma mai formájában 1772-ben épült.

## Külső hivatkozások
Rumpód a dél-burgenlandi települések honlapján